# John Freeman Milward Dovaston
Pour les articles homonymes, voir Freeman.
John Freeman Milward Dovaston est un poète et un naturaliste britannique, né le 30 décembre 1782 à Twyford, Shropshire et mort le 8 août 1854.
Il fait des études de droit et est admis au barreau en 1807 après avoir obtenu un Master of Arts. L’héritage qu’il reçoit après la mort de son père l’année suivante, lui permet d’abandonner la pratique du droit et de se consacrer à ses passions. Il écrit de nombreuses poésies et mais sa grande passion sont les oiseaux. Il refuse d’utiliser un fusil pour les étudier. Il se lie d’amitié avec Thomas Bewick (1753-1828).
Grand observateur du comportement des oiseaux, il capture et relâche des rouges-gorges afin de mieux comprendre les territoires qu’ils occupent. Il publie la plupart de ses observations dans des journaux populaires sous le pseudonyme de Von Osdat.

## Sources
- (en) Biographie
- David McFarland (dir.) (1990). Dictionnaire du comportement animal, Robert Laffont (Paris), collection Bouquins : vi + 1013 p.  (ISBN 2-221-05281-1)